# Плёночный химический дозиметр

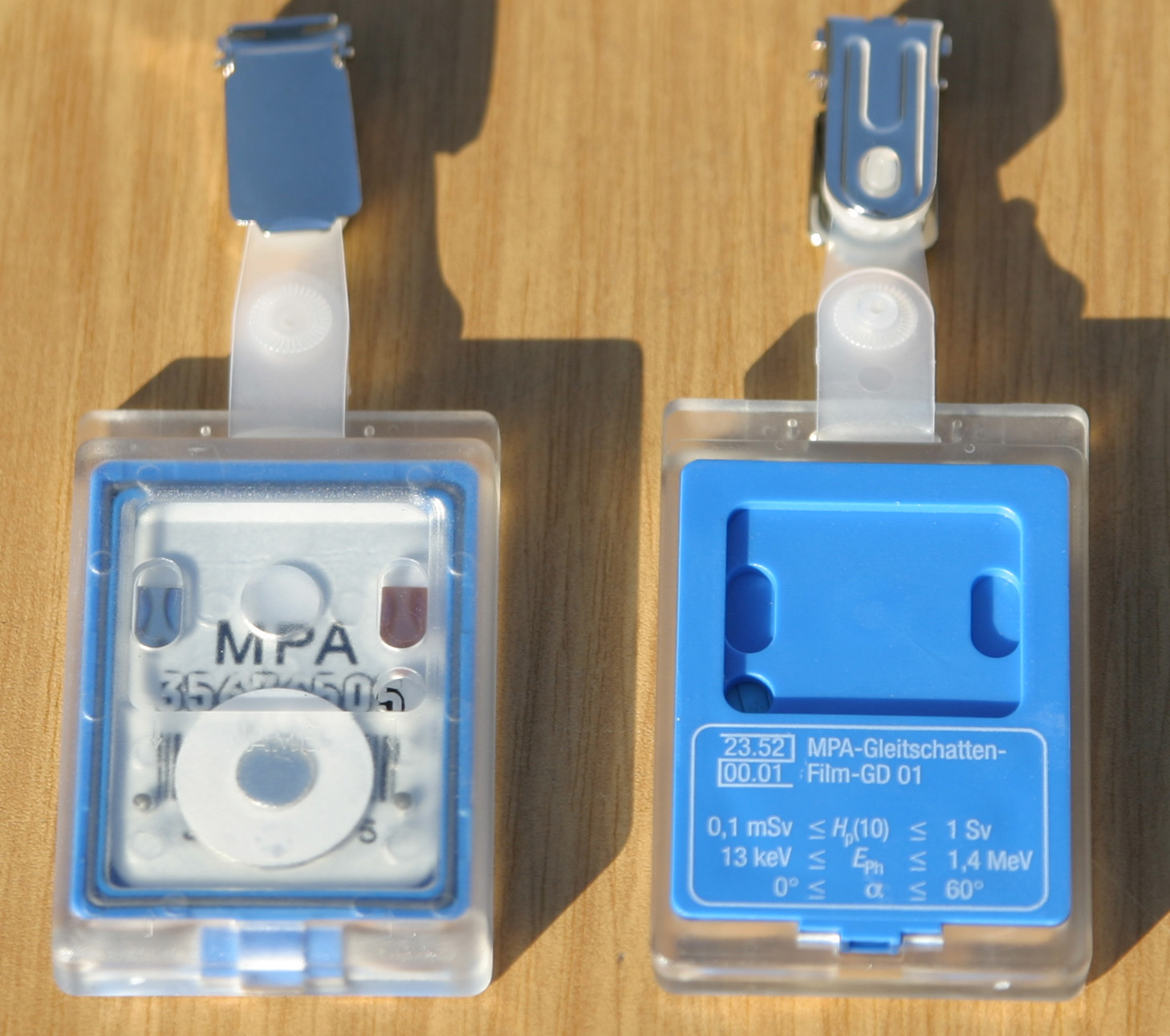
Плёночный дозиметр, состоящий из пластикового бейджа, конверта с плёнкой и различных фильтров.

Плёночный химический дозиметр — прибор для измерения полученной дозы ионизирующего излучения. В качестве чувствительного элемента дозиметр использует специальную плёнку, которая темнеет под действием ионизирующего излучения.
Плёночный дозиметр — в прошлом наиболее распространённый тип устройства для измерения накопленной дозы. Дозиметр представляет собой носимый на теле конверт (бейдж) с плёнкой, на которую нанесена фотоэмульсия. Подвергнутая облучению плёнка после проявки темнеет и по степени потемнения можно определить численное значение полученной дозы с погрешностью около ±20 %. Плёнка может быть размещена за различными фильтрами, что позволяет различать дозы от α-, β- или γ-излучения. При измерении вклада быстрых нейтронов оценивается не потемнение плёнки, а количество треков, оставленных частицами на эмульсии специального состава, расположенной за фильтрами из алюминия и водородсодержащих веществ.
Принцип действия дозиметра заключается в преобразовании кристаллов галоидного серебра (например бромида серебра), содержащегося в эмульсии на плёнке, в металлическое серебро. При передаче энергии ионизирующей частицей зерну из бромида серебра образовывается несколько атомов металлического серебра. При проявке плёнки этот кластер атомов служит центром для преобразования всего бромида серебра в зерне в металлическую форму. Коэффициент усиления при этом достигает 109. После закрепления изображения на плёнке она помещается на прибор, позволяющий оценить её оптическую плотность (денситометр). Доза определяется по калиброванной кривой, связывающей оптическую плотность с численным значением дозы. Наиболее чувствительные образцы плёночных детекторов позволяют оценивать дозы от 50 мкЗв до 50 мЗв.
В восьмидесятых годах XX века плёночные дозиметры были почти полностью вытеснены термолюминесцентными дозиметрами, тем не менее они все ещё распространены в медицинских учреждениях и лабораториях.
Достоинства плёночных дозиметров:
- Дешевизна;
- Документальность (плёнки допускают длительное хранение);
- Возможность массового применения;
- Устойчивость к внешним воздействиям (удары, температура).

Недостатки плёночных дозиметров:
- Невысокая чувствительность;
- Значительное время от момента облучения до получения результата измерений;
- Влияние условий обработки плёнки на получаемый результат.